# Rosabell Laurenti Sellers

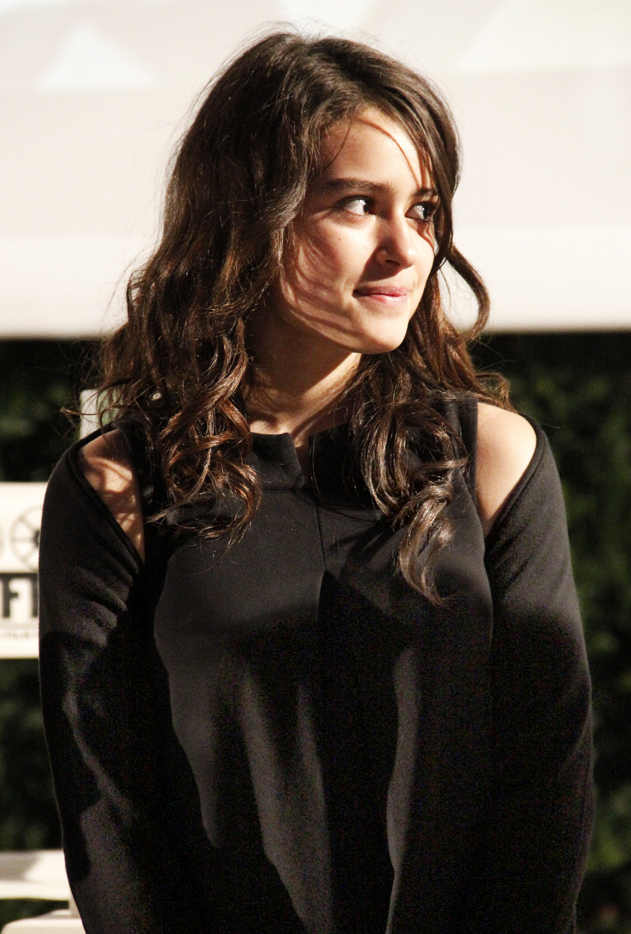
Rosabell Laurenti Sellers

Rosabell Laurenti Sellers (* 27. März 1996 in Santa Monica, Kalifornien) ist eine italienisch-US-amerikanische Schauspielerin.

## Leben und Karriere
Laurenti Sellers wurde als Tochter des Regisseurs Fabrizio Laurenti und der Schauspielerin Mary Sellers in Santa Monica geboren und wuchs in New York City auf. Bereits als Achtjährige stand sie gemeinsam mit ihrem Bruder auf einer Theaterbühne der Company La Mama in New York City. 2004 zog sie mit ihrer Familie im Anschluss an eine Theatertournee durch Polen und Österreich nach Rom, wo sie in einigen Fernsehserien und -filmen mitspielte.
2010 war sie in der kanadisch-deutschen Koproduktion Whistleblower – In gefährlicher Mission zu sehen. In dem 2011 erschienenen zweiteiligen italienischen Fernsehfilm Cinderella – Ein Liebesmärchen in Rom verkörperte Laurenti Sellers die Hauptfigur Aurora im Alter von 13 Jahren, die als Erwachsene von Vanessa Hessler gespielt wurde. Von 2011 bis 2015 war sie in der Hauptrolle der Mia in der Kinderserie Mia and me zu sehen. Von 2015 bis 2017 wirkte sie in der Serie Game of Thrones als Tyene Sand mit. 2019 war Laurenti Sellers in dem Action-Sport-Drama Trading Paint an der Seite von John Travolta und Shania Twain als Cindy besetzt. Seit 2022 verkörpert sie in der Serie Willow die Figur Lili. 2023 spielte sie in der Fernsehserie Der Schwarm mit.